# Голландські краплі

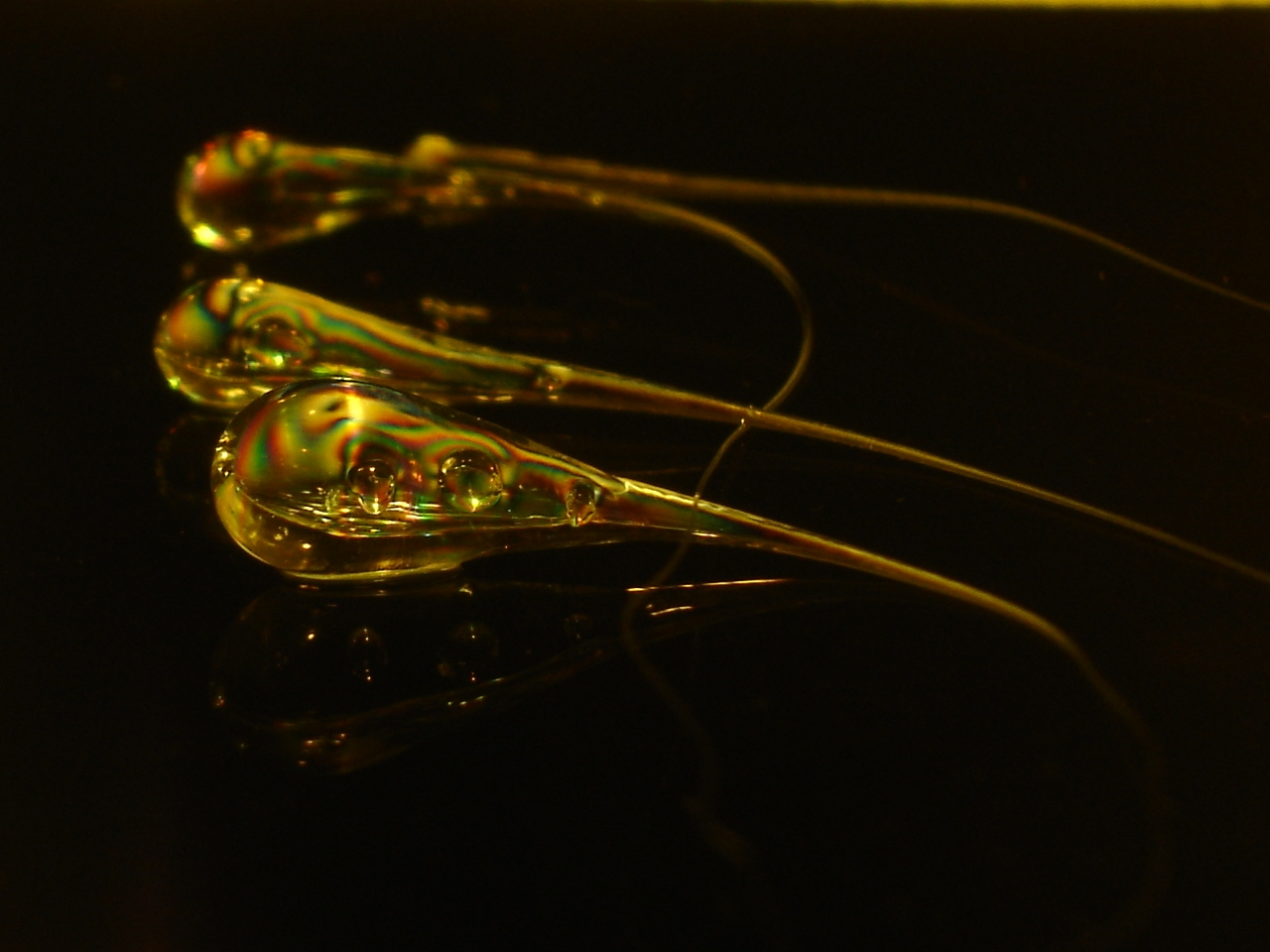
Краплі принца Руперта

Голла́ндські кра́плі, або кра́плі при́нца Ру́перта — це скляні об'єкти, які утворюються, коли крапати розплавленим склом у холодну воду. Скло твердіє у формі краплі, схожої на пуголовка з довгим, тонким хвостом. Вода швидко охолоджує розплавлене скло поверхні краплі, а внутрішня частина залишається суттєво гарячішою. Коли внутрішня частина врешті-решт остигає, вона скорочується всередині вже твердої зовнішньої частини. Таке скорочення створює дуже значне напруження стиску на поверхні, а всередині крапля перебуває в стані напруження розтягу. Крапля є видом загартованого скла.
Дуже значне залишкове напруження всередині краплі спричиняє деякі неочевидні «нелогічні» якості, наприклад здатність витримати удар молотком по голівці краплі, але якщо хвостик навіть трохи пошкоджений, крапля вибухає зсередини.
Назва «краплі принца Руперта» більш вживана в англомовній традиції, оскільки вважається що принц Руперт вперше познайомив Англію з ними.

## Опис
По голові краплі можна бити молотком і вона не розіб'ється, а найменше порушення цілісності хвоста вивільняє значний обсяг потенціальної енергії, що міститься у внутрішній структурі краплі. Це спричиняє різке і швидке поширення тріщин по склу в напрямку голови, що розриває всю краплю на дрібні шматочки та пил.
Дослідження «вибуху» голландської краплі, знятого на високошвидкісну камеру, показало, що «фронт розриву», який починається у хвості, рухається по краплі до голови по зоні розтягу на швидкості 1,45-1,9 км/сек.
Завдяки прозорості скла внутрішнє напруження цих об'єктів можна побачити, подивившись на них через поляризаційні фільтри, техніка, яка використовується у дослідженні фотоеластичності.

## Історія
Науковий опис ранньої історії крапель принца Руперта наведений у «Нотатках та записах» (англ. Notes and Records) Лондонського королівського товариства. Більшість початкових наукових досліджень крапель було виконано цим товариством.
З досить надійних джерел відомо, що краплі вироблялись у Мекленбурзі в Північній Німеччині принаймні вже в 1625 році. Однак стверджувалось, що вигадані вони були у Голландії, звідки і пішла їх вживана в 17 сторіччі назва larmes bataviques або lacrymae Batavicae (голландські сльози). Секрет їх виробництва деякий час залишався у Мекленбурзі, хоча самі краплі поширювались звідти Європою як іграшки або розваги.
Голландський вчений Константин Гюйгенс попросив Маргарет Кавендіш дослідити якості крапель; після виконання експериментів вона висловила думку, що всередині крапель міститься маленька кількість нестабільної речовини.
Принц Руперт краплі не вигадав, але зіграв значну роль в їх історії, коли перший привіз їх до Британії в 1660 році. Він подарував їх Карлу II, який віддав їх в 1661 Лондонському королівському товариству (що було створено за рік до того) для наукових досліджень. Декілька ранніх публікацій Королівського товариства оповідають про краплі та експерименти над ними. Серед них і робота 1665 року «Micrographia» Роберта Гука, який пізніше відкрив закон Гука. Його публікація правильно надавала пояснення більшості якостей крапель, про які могла йти мова на науковому рівні того часу, про пружність (до пояснення якої значний внесок зробив сам Гук) та про руйнування крихких матеріалів від поширення тріщин. Більш повне розуміння поширення тріщин з'явилось лише з роботою А. А. Гріффіта в 1920 р.

## Наукове використання
Принаймні з 19-го сторіччя відомо, що об'єкти, схожі на голландські краплі, при певних умовах утворюються у вулканічній лаві. У більш недавні часи дослідники Бристольського університету та Університету Ісландії лабораторно вивчали часточки скла, що утворюються при вибуховому руйнуванні крапель принца Руперта, щоб краще зрозуміти фрагментування магми та утворення вулканічного попелу, спричинених термальним напруженням у діючих вулканах.

## Згадування в культурі
Оскільки вони використовувались як розвага на прийомах, у 17-му сторіччі краплі принца Руперта були широко відомі — значно більше, ніж зараз. З їх використання в літературі того часу можна зробити висновок, що освічені люди (або ті, що з «вищого світу») повинні бути з ними добре знайомі. Семюель Бетлер використав їх як метафору у своєму творі «Хюдібрас» в 1663 році, а Семюел Піпс посилається на них у своєму знаменитому щоденнику.
Краплі були згадані і у «Баладі про Грешемський коледж» (1663 р.) невідомого автора:
And that which makes their Fame ring louder,
With much adoe they shew'd the King: To make glasse Buttons turn to powder,
If off the[m] their tayles you doe but wring.
How this was donne by soe small Force: Did cost the Colledg a Month's discourse.
У детективному романі 1940 року «There Came Both Mist and Snow» автора Майкла Іннеса (літературний псевдонім Дж.І.М. Стюарта), персонаж неправильно називає їх «Веронськими краплями»; помилка виправляється в кінці роману детективом сером Джоном Епплбі.
Пітер Керрі присвятив краплям главу у своєму романі 1988 року ««Oscar and Lucinda»».
В одній з серій сезону 2014 року британського шоу QI були продемонстровані якості крапель, у тому числі їх вибух було знято на швидкісну камеру.

## Зауваження
1. ↑  Скло не має структури кристалу, а є аморфною речовиною.
2. ↑  Герцогиня Ньюкасл-апон-Тайн, вчений та письменниця з роду Кавендішів.